# Euriphene glaucopis
Euriphene glaucopis är en fjärilsart som beskrevs av M.Gaede 1915. Euriphene glaucopis ingår i släktet Euriphene och familjen praktfjärilar. Inga underarter finns listade i Catalogue of Life.